# سکوچخوآره
شهر سکوچخوآره (به سوئدی: Skutskär) در ناحیه شهری الوکلیبه در کشور سوئد واقع شده‌است. جمعیت این شهر ۸۴۴٫۰۴  نفر است.